# Arturo Paradera
Arturo Paradera war ein uruguayischer Politiker.
Paradera, der der Partido Nacional angehörte, hatte in der 27. Legislaturperiode als Repräsentant des Departamentos Durazno vom 11. April 1921 bis zum 14. Februar 1923 ein Mandat als stellvertretender Abgeordneter in der Cámara de Representantes inne.

## Zeitraum seiner Parlamentszugehörigkeit
- 11. April 1921 bis 14. Februar 1923 (Cámara de Representantes, 27. Legislaturperiode (LP))